# Bartholomäus Ziegenbalg
Bartholomäus Ziegenbalg, né le 10 juillet 1682 à Pulsnitz, en Saxe (Saint-Empire), et mort le 23 février 1719 à Tranquebar en Inde du Sud, est le premier missionnaire luthérien du Saint-Empire en Inde. Il est le premier traducteur du Nouveau Testament en langue tamoule et le fondateur de l'église protestante luthérienne tamoule.

## Biographie
Fils d'un marchand de grain, Bartholomäus Ziegenbalg nait en 1682 à Pulsnitz dans l'électorat de Saxe. À partir de 1694, il est élève au gymnasium de Görlitz, puis rejoint un gymnasium berlinois en 1702 avant d'étudier la théologie à l'université de Halle, où il a notamment comme professeur August Hermann Francke.

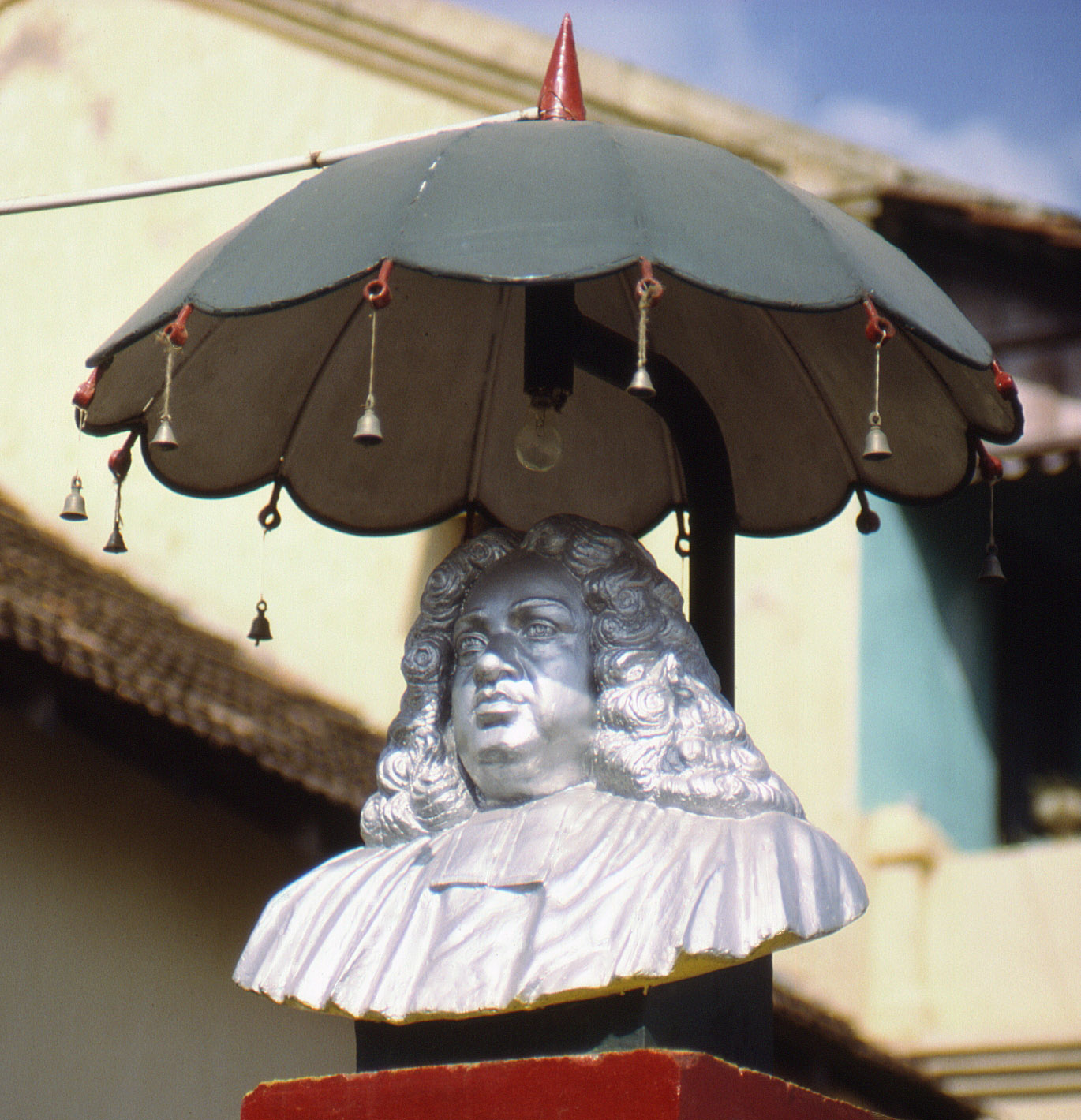
Buste de Bartholomäus Ziegenbalg, à Tranquebar

En 1705, avant même d'avoir fini ses études, il devient missionnaire. Le roi danois Frédéric IV l'envoie, en compagnie de Heinrich Plütschau, dans la colonie danoise de Tranquebar sur la côte sud-est de l'Inde - aujourd'hui Tharangambadi dans l'État du Tamil Nadu. Arrivé sur place le 9 juillet 1706, il se met au travail dans des conditions difficiles, se heurtant à l'hostilité des colons et notamment de la compagnie danoise des Indes orientales, qui voit dans son action une menace pour le commerce.

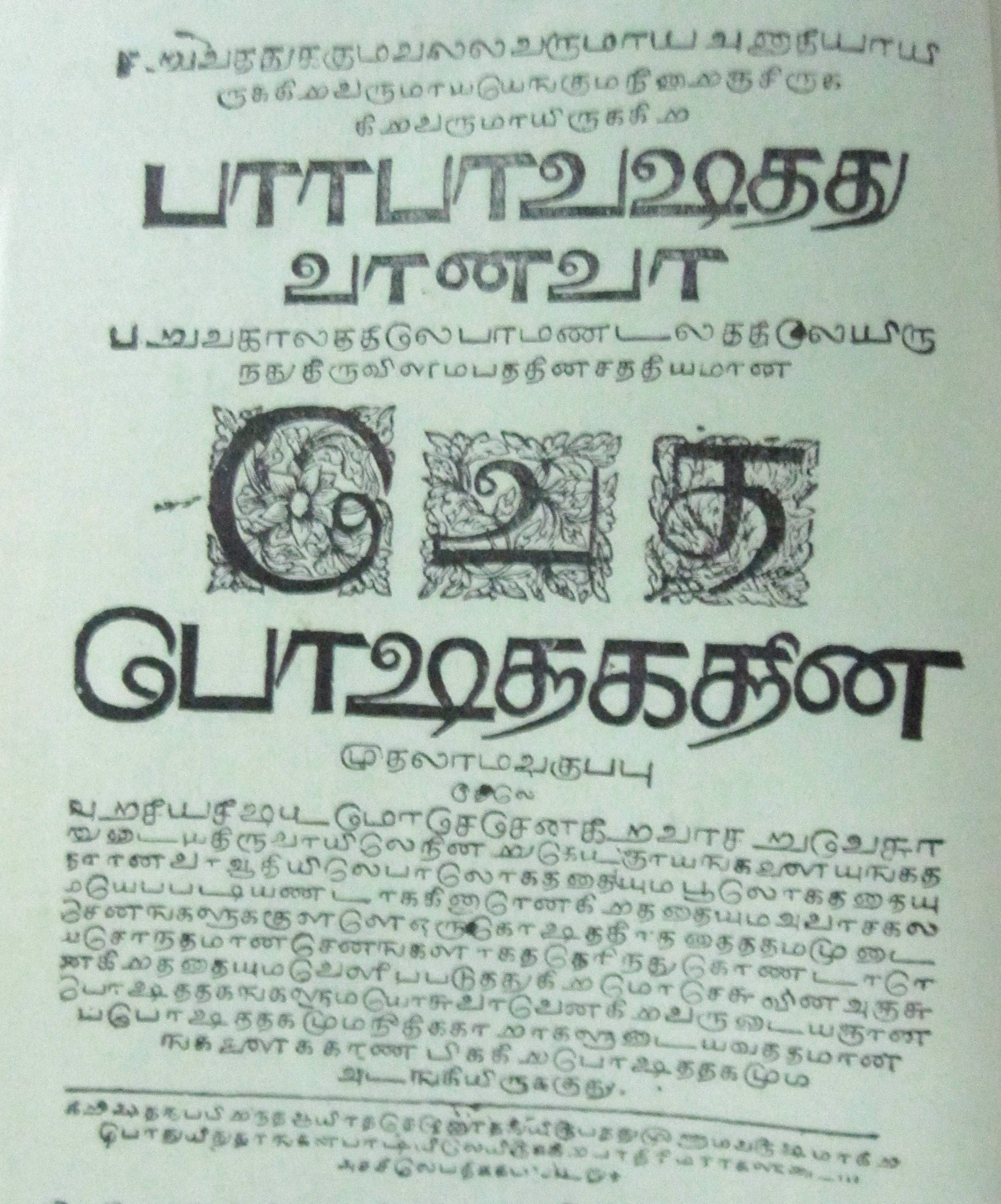
Une page de la bible de Tranquebar (1713), la première bible en langue tamoule.

Pour être plus efficace dans sa mission, Ziegenbalg se lance dans l'étude du tamoul. Il est le premier à traduire dans cette langue le Nouveau Testament, mais aussi une grande partie de l'Ancien Testament et Le Petit Catéchisme de Martin Luther. Il mène une action caritative, avec la création d'un orphelinat et d'établissements scolaires. En 1707, il fonde à Tranquebar la première église évangélique luthérienne tamoule.
Entre 1714 et 1716, il est de retour en Allemagne, où il fait la connaissance de Maria Dorothea Salzmann, la fille d'un fonctionnaire Mersebourgeois, qu'il épouse le 4 juin 1715 à Halle. Ensemble, ils retournent à Tranquebar, mais la pénibilité de son travail et le climat ont raison de sa santé déjà fragile. Il décède en 1719, à l'âge de 36 ans.

## Postérité
Trois cents ans après le passage de Bartholomäus Ziegenbalg, l'église protestante luthérienne tamoule est toujours active au Tamil Nadu.
Ziegenbalg est célébré le 22 février dans le calendrier de l'église protestante en Allemagne et le 7 novembre dans celui de l'église évangélique luthérienne en Amérique.
Un timbre à son effigie a été émis le 8 décembre 2006 par la poste indienne.